# ニチアス
ニチアス株式会社 (英: NICHIAS Corporation) は、プラントや住宅向けの各種様々な断熱材やシール材（ガスケット・パッキン）、ふっ素樹脂製品、フィルター製品などを製造・販売し、一部製品については合わせて施工やメンテナンスも行う日本の株式会社。本社を東京都中央区に置く。

## 会社概要
企業理念として『「断つ・保つ」で明るい未来へ』を掲げており、「シール」「断熱」「防音」「耐火」「耐食」「クリーン」の6つの要素に分類される、流体の漏れや熱、音などを断ち、クリーンな状態を保つ技術を活かした製品の製造、販売、施工を行っている。

事業部は5つに分かれており、各種プラント設備向けに製品やエンジニアリングを提供する「プラント向け工事・販売事業」、幅広い産業分野に対応する「工業製品事業」、半導体産業に特化した「高機能製品事業」、自動車製造業や自動車部品メーカーを主な客先とする「自動車部品事業」、住宅やビルの建設材料を供給・施工する「建材事業」である。

海外展開は自動車部品事業やプラント向け工事などを中心に進めており、2019年3月期の海外売上比率は連結で18％（※所在地が日本国外の顧客向けの売上比率であり、国内企業の海外案件向けの売上は含まれない）
取り扱い製品・顧客は幅広いため、一社で連結売上高の10％以上を占める外部顧客は存在しない。

### 国内事業所
- 本社 - 東京都中央区八丁堀1丁目6番1号
- 支社 – 4ヶ所　東京、名古屋、大阪、九州（福岡）
- 支店 – 16ヶ所　札幌、仙台、鹿島、千葉、横浜、若狭（敦賀）、静岡、豊田、四日市、京滋（彦根）、岡山、姫路、広島、徳山、長崎、熊本
- 営業所 – 15ヶ所　苫小牧、福島、日立、宇都宮、前橋、山梨、新潟、富山、浜松、堺、神戸、宇部、四国（新居浜）、北九州、大分
- 工場 – 5ヶ所　鶴見（神奈川）、王寺（奈良）、羽島（岐阜）、袋井（静岡）、結城（茨城)
この他、王寺工場の分工場として郡山分工場（奈良）がある。
- 研究所 – 2ヶ所　浜松、鶴見

### 海外拠点
中国、ベトナム、タイ、シンガポール、マレーシア、インドネシア、インド、ドイツ、チェコ、イギリス、メキシコ

### コーポレートマーク
コーポレートマークとしてトンボのデザインを使用し、「TOMBO」の商標を使用する。トンボは古来「あきず」と呼ばれ、漢字では「秋津」と表記した。秋津島は日本の異名であり、旧社名に「日本」がついていたことから、日本を意味するトンボを商標として使用するようになった。現在もニチアス製品の製品番号は、「TOMBO No.1133」などと表記する。

### 労働組合
- ニチアス労働組合（UAゼンセン加盟）

## 沿革
創業は1896年（明治29年）4月9日で、1981年（昭和56年）に日本アスベスト株式会社から現社名に変更した。かつてアスベストを含有する製品を製造・販売していたが、1971年に石綿が特定化学物質等障害予防規則の対象に指定されたことを契機に、アスベストを含まない代替製品の開発、切替を進め、発がん性などの危険性が特に強い青石綿を含む製品は1970年代に製造・販売を終了した。一方で、青石綿に比べると危険性が低い白石綿（クリソタイル）を含有し、ゴム等との混合材で繊維の飛散可能性が低い特殊用途のシール材などの一部製品については、化学工業などのプラントで用いられており、代替品の性能を実証試験等で確認し、安全を確保するために時間がかかることから、政令によって例外的に限定使用が許可されていたが、こちらも無石綿化を推進し、ニチアスが開発した代替品の性能が認められたことから、国内は2006年12月、海外は2007年3月までにアスベスト含有製品は全て製造・販売を終了している。

### 年表
- 1896年（明治29年） - 大阪府西成郡下福島村（現在の大阪市福島区野田）にて設立
- 1909年（明治42年） - 東京市京橋区南部町に本社移転
- 1923年（大正12年） - トンボ印の商標が登録される
- 1938年（昭和13年） - 国産初のロックウール生産開始
- 1962年（昭和37年） - 東京証券取引所一部上場
- 1971年（昭和46年） - 東京都港区芝大門に本社移転
- 1981年（昭和56年） - ニチアスに社名変更
- 2011年（平成23年） - 新企業理念「ニチアス理念」制定
- 2013年（平成25年） - 東京都中央区八丁堀に本社移転
- 2018年（平成30年） - 普通株式2株につき1株の割合で株式併合を実施

## 事業概要
プラント向け工事・販売事業
幅広い温度や環境に対応するラインナップを揃えたシール材・耐食材などの製品の販売に加え、極低温から超高温に至る領域で独自技術を駆使した保冷・保温工事のエンジニアリングサービスを提供。電力、LNG、石油精製・石油化学などのプラント施設に常駐体制を構築することで、各種工事やメンテナンス工事への対応を強化。保冷工事については、グループ会社のイノクリートが冷凍・冷蔵倉庫、食品加工工場などの防熱施工やLNG船・LPG船の防熱施工に強みを持つ。
工業製品事業
装置機器、環境、食品、医療、石油精製・石油化学、電力、鉄鋼などの主要産業分野を中心にガスケット・パッキン、ふっ素樹脂製品、各種断熱材、フィルター製品などの幅広い製品群を提供。近年は医療機器分野、航空・宇宙分野などの先端産業にも進出している。顧客となる業界は多岐にわたり、社のマザー事業本部として新規事業創出の役割を担っている。後述する高機能製品事業部や自動車部品事業部は、もともと工業製品事業部から出発し、規模を拡大して独立に至っている。
高機能製品事業
技術革新の速いエレクトロニクス関連産業分野のなかで、半導体･FPD製造装置における、熱･薬液･ガスなどプロセスに関わる先進の部品や部材を提供。ふっ素樹脂製のチューブ、高機能ゴム製のシール材などを扱う。
自動車部品事業
自動車の進化に対応した防熱、防音、制振関連の製品や技術を提供。取り扱う製品は、エンジンまわりからの気体や液体の漏れを断つシール材、エンジンからの熱を断つ防熱部品、ブレーキの音や車体振動を断つ防音・制振材など。国内外の自動車メーカー・自動車部品メーカーの海外展開に合わせて海外進出し、グローバルな生産体制を強化している。
建材事業
オフィスビル、工場、研究施設から一般住宅まで幅広く、不燃・断熱・耐火などの性能を備えた建材の製造・販売に加え、自社製品の施工事業も展開。取り扱う製品は不燃・断熱性能を備えた、ケイ酸カルシウム板やロックウール製品、グラスウールより耐火性能の高いロックウール製耐火被覆材、高強度で快適な歩行感のフリーアクセスフロアなど。代表的な製品は、「マキベエ」（巻き付けタイプのロックウール製耐火被覆材）など。省エネルギーや環境配慮といった時代の要請に対応した建材を揃える。施工事業では主にフリーアクセスフロアや、巻き付けタイプのロックウール製耐火被覆材などを施工。

## 製品

### シール材
ガスケット（ジョイントシート、ふっ素樹脂ガスケット、ゴム・メタルOリング、メタルガスケットなど様々）、各種パッキン

### 断熱材
- 繊維製品：ロックウール製品、AES（アルカリアースシリケート）ウール製品、アルミナ繊維製品、耐熱クロス
- 断熱板：セメント・樹脂・無機系断熱板、ケイ酸カルシウム板
- 保冷材：ノンフロン硬質ウレタンフォーム
- その他、低熱伝導率断熱材、溶融アルミ用断熱材、着脱式フレキシブル断熱材など

### ふっ素樹脂製品
- 素材：シート・ロッド・テープ・パイプ（PTFE・PFA・PCTFEなど）
- 加工品：チューブ、ホース、ベローズ継手、摺動材、すべり支承材、射出成型品、切削加工品
- 耐食ライニング・コーティング：配管、バルブ、タンク、ベッセルアクセサリー類

### フィルター製品
溶剤濃縮、オゾン分解、除湿などの各種フィルター製品

### 自動車部品
シール材、遮熱カバー、エンジン冷却水制御部品、防振材、防音材、ブレーキ鳴き防止シム

### 建材
巻きつけ式耐火被覆材、住宅用ロックウール製品、フリーアクセスフロア、化粧板

### その他機能材
非金属製伸縮管継手・エキスパンション（「ベローQ」）、摩擦材（エレベータ・産業機械・電磁クラッチ・ブレーキ向けなど）、ロックウール農材

### 工事
保温工事、保冷工事、耐火工事、防音工事、エアロジェル断熱工事、パイロジェルXTE増し保温工事など

## 不祥事

### 耐火性能の偽装
2007年10月30日、建材の一部（繊維混入ケイ酸カルシウム板を使った準耐火構造の軒裏天井と耐火構造の防火壁）について、耐火性能を偽って国の認定を取得していたと発表した。
不正は2001年から行われていた。ニチアスの調査（2007年10月30日発表分）によると該当建材は日本国内で約10万棟以上に使用され、そのうち耐火基準が認定基準より劣るものは約4万棟とされる。翌11月に当時の会長・社長ら3人の取締役は引責辞任し、以後会長職を廃止。
耐火性能基準を満たしていない約4万棟の大半は、旭化成ホームズの「ヘーベルハウス」「ヘーベルメゾン」シリーズとされる。
2007年11月19日、新たに軒裏の天井板2品目の耐火時間基準不足で認定の取り消しと国土交通省が発表。

### アスベスト問題
2005年のクボタショックを発端として日本全国でアスベスト健康被害の問題が顕在化したが、ニチアスでも1970年代までアスベスト(青石綿)含有製品を製造・販売していたため、かつてニチアス王寺工場において働いていた元従業員の中で、業務中にアスベストを吸引したことで中皮腫になる患者が発生。元従業員や遺族ら6人が同社に対し、2010年10月に、総額約1億1,600万円の損害賠償の支払いを求める訴訟を、奈良・岐阜・札幌の3地裁に一斉に起こしている。また、この訴訟に関連して、奈良地裁へ訴訟を起こした3人の元従業員について、奈良地裁は2013年1月31日付でニチアスに対し、王寺工場で石綿による健康被害を受けた可能性のある時期や、これらの元従業員の作業内容などを記した文書を提出するよう命じる決定をした。
このうち、札幌地裁に起こされた訴訟では、原告とニチアスとの間で和解が成立した。

奈良地裁の訴訟では、2014年10月23日に「1958年以前では予見不可能だった」として原告の訴えを退ける判決が言い渡され、原告が大阪高等裁判所に控訴している。

　岐阜地裁では2015年9月14日に、原告に対し計約4,180万円の支払いを命じる判決が言い渡された。